# Egas Gomes Barroso
Egas Gomes Barroso (1100 -?) foi um Cavaleiro medieval do Reino de Portugal e detentor do Senhorio das terras de Refojos de Basto. Foi padroeiro do Mosteiro de São Miguel de Refojos de Basto e o primeiro da sua linhagem a usar o apelido Barroso.

## Relações familiares
Foi filho de Gomes Mendes Guedeão (1070 -?) e de D. Chamôa Mendes de Sousa (1085 -?) filha de D. Mem Viegas de Sousa (1070 – 1130). Casou com Urraca Vasques de Ambia (1100 -?) filha de Vasco Guedelha de Âmbia, de quem teve:
1. Gomes Viegas de Basto (1180 -?) casou com Mór Rodrigues de Gandarei,
2. Pero Viegas Barroso (c. 1160 -?),
3. Rui Viegas Barroso casou com Maria Fernandes de Lima,
4. Gonçalo Viegas Barroso (1160 -?) casou com Maria Fernandes de Lima (1150 -?) filha de D. Fernão Fernandes de Lima (1220 -?) e de D. Sancha Vasques de Soverosa (c. 1220 -?),
5. Urraca Viegas Barroso (c. 1160 -?) casou com Soeiro Raimundes de Riba de Vizela,
6. Paio Viegas Barroso (c. 1160 -?)